# Morehouse (Missouri)
Pour les articles homonymes, voir Morehouse.
Morehouse est une ville du comté de New Madrid, dans le Missouri aux États-Unis.

## Source
- (en) Cet article est partiellement ou en totalité issu de l’article de Wikipédia en anglais intitulé « Morehouse, Missouri » (voir la liste des auteurs).